# Javi Guerra
Javier Guerra Rodríguez (Vélez-Málaga, Málaga, España, 15 de marzo de 1982), conocido como Javi Guerra, es un exfutbolista español. Jugaba como delantero. Su último equipo fue el Rayo Vallecano de la Segunda División de España.

## Trayectoria

### Inicios
Después de comenzar su carrera futbolística en el Motril C. F., en la Segunda División B, jugó para el Cádiz C. F. antes de trasladarse al Valencia C. F. "B". En el filial valencianista consiguió un total de cuarenta y cinco goles en setenta y cinco partidos disputados durante las temporadas 2005/06 y 2006/07. Además, llegó a disputar dos encuentros en Primera División con el primer equipo, ante el Getafe C. F. y el R. C. D. Español.

### Años en Segunda División
En junio de 2007, Guerra continuó su carrera en Segunda División, con descensos consecutivos con el Granada 74 C. F. y el Deportivo Alavés, aunque en este último estuvo cedido por el R. C. D. Mallorca. En la temporada 2009/10 fue cedido al Levante U. D., donde marcó un total de doce tantos y convirtiéndose en el segundo máximo goleador de su equipo, por detrás de Rubén Suárez, además de lograr el ascenso a la Primera División.

### Real Valladolid
Posteriormente, fichó por el Real Valladolid C. F. a cambio de 300 000 euros. En su primera temporada con el conjunto blanquivioleta firmó un total de veintinueve goles —veintiocho en Liga y uno en el play-off por el ascenso— convirtiéndose así en el máximo goleador de su equipo en la temporada 2010/11, es el segundo   máximo goleador de la historia del club en una temporada en Segunda División este año Jaime Mata le ha superado por bastante y, además, en el segundo clasificado histórico en un año solo por detrás de Juan Acedo, autor de cuarenta y cinco goles en la campaña 1946/47, en Tercera División. En su segunda campaña en el conjunto blanquivioleta consiguió el ascenso a la máxima categoría y marcó diecisiete goles en Liga regular y tres en la promoción de ascenso.
Durante la temporada 2012/2013 en Primera División su rendimiento fue muy irregular. Comenzando la campaña como titular, su falta de movilidad y acierto de cara a portería le llevaron a perder la titularidad como delantero del equipo pucelano, que pasó a ser para Manucho. El acierto del angoleño en la primera vuelta de La Liga le llevó no disfrutar de minutos, y solo anotó un gol, el 1-2, frente al Fútbol Club Barcelona. No fue hasta abril de 2013 cuando volvió a contar con oportunidades gracias a los malos resultados del equipo en aquel momento. En la segunda vuelta anotó frente al Real Zaragoza, Athletic Club, Real Sociedad, Getafe C. F., Sevilla F. C., Real Madrid y Deportivo de La Coruña. Ante el equipo gallego anotó el gol que dio la permanencia al equipo pucelano a falta de 3 jornadas para concluir la Liga 12/13.
Al acabar 2013, el Real Valladolid estaba al borde del descenso, pero Javi Guerra era el tercer máximo goleador, y primer español, de la Primera División, con once goles, empatado con Antoine Griezmann. De esos goles destacaron el que abrió el marcador en el Camp Nou y la tripleta que le marcó al Real Club Celta de Vigo en el Estadio José Zorrilla. En la segunda vuelta su rendimiento bajó  y, pese a sus dos goles en la penúltima jornada en la visita al Real Betis, que ganó 4-3, el Real Valladolid descendió en la última jornada. Guerra acabó la temporada con 15 tantos, como noveno mejor goleador y tercero español, y marcó en total 73 goles con el equipo blanquivioleta, el séptimo máximo goleador de su historia.

### Cardiff City
Después de esa temporada, Guerra es fichado por el Cardiff City, recién descendido a la Football League Championship inglesa, durante tres años, en los cuales disputó cinco partidos.

### Málaga CF
En enero de 2015 ficha en calidad de cedido por el Málaga CF.
En una temporada ha disputado 13 partidos de liga y 1 de copa del rey en los cuales a marcado 5 goles.

## Clubes
.
| Club                     | País          | Año           | PJ  | G   |
| ------------------------ | ------------- | ------------- | --- | --- |
| Motril CF                | España        | 2002-2003     | 27  | 7   |
| Cádiz CF                 | España        | 2003-2004     | 4   | 0   |
| Varzim SC                | Portugal      | 2004          | 5   | 0   |
| Valencia CF "B"          | España        | 2004-2007     | 32  | 13  |
| Granada 74 CF            | España        | 2007-2008     | 43  | 9   |
| Deportivo Alavés         | España        | 2008-2009     | 41  | 9   |
| Levante UD               | España        | 2009-2010     | 38  | 12  |
| Real Valladolid CF       | España        | 2010- 2014    | 155 | 73  |
| Cardiff City             | Gales         | 2014-2015     | 5   | 0   |
| Málaga CF (cedido)       | España        | 2015          | 14  | 5   |
| Rayo Vallecano de Madrid | España        | 2015-2019     | 93  | 24  |
| Total carrera            | Total carrera | Total carrera | 459 | 152 |

## Palmarés como jugador

### Títulos nacionales
| Título                     | Club                     | País   | Año     |
| -------------------------- | ------------------------ | ------ | ------- |
| Segunda División de España | Rayo Vallecano de Madrid | España | 2017-18 |